# Arapaçu-escamado
Trepa-troncos-escamoso-do-norte, arapaçu-escamoso-do-norte ou arapaçu-escamado (Lepidocolaptes squamatus) é uma espécie de ave da subfamília Dendrocolaptinae.
É endémica do Brasil.
Os seus habitats naturais são: florestas subtropicais ou tropicais húmidas de baixa altitude e regiões subtropicais ou tropicais húmidas de alta altitude.